# Établissement public territorial Grand Paris Sud Est Avenir
Ne doit pas être confondu avec Communauté d'agglomération Grand Paris Sud Seine-Essonne-Sénart.
Grand Paris Sud Est Avenir (provisoirement dénommé lors de sa création EPT T11, puis GPSEA) est un établissement public territorial français, créé le 1er janvier 2016 dans le cadre de la mise en place de la métropole du Grand Paris et située dans le département du Val-de-Marne, en région Île-de-France.

## Historique
Dans le cadre de la mise en place de la métropole du Grand Paris, la loi portant nouvelle organisation territoriale de la République du 7 août 2015 (Loi NOTRe) prévoit la création d'établissements publics territoriaux (EPT), qui regroupent l'ensemble des communes de la métropole à l'exception de Paris, et assurent des fonctions de proximité en matière de politique de la ville, d'équipements culturels, socioculturels, socio-éducatifs et sportifs, d'eau et assainissement, de gestion des déchets ménagers et d'action sociale. Les EPT exercent également les compétences que les communes avaient transférées aux intercommunalités supprimées.
L'EPT est créé sous la dénomination d'usage d'EPT T11 par un décret du 11 décembre 2015. Il succède à trois intercommunalités supprimées à l'occasion de sa création et se compose de :
- la communauté d'agglomération Plaine centrale du Val-de-Marne (3 communes) ;
- la communauté d'agglomération du Haut Val-de-Marne (7 communes) ;
- la communauté de communes du Plateau Briard (5 des 6 communes de la CC) ;
- la commune isolée de Bonneuil-sur-Marne.

### Toponymie
Le territoire, confronté à une identité floue, lance au printemps 2016 une consultation publique sur sa future dénomination, qui aboutit le 6 juillet 2016 lorsque le conseil de territoire décide de le dénommer Grand Paris Sud Est Avenir
,.

## Le territoire de l'établissement

### Composition
L'établissement regroupe 16 communes au 1er janvier 2016 :

| Nom                    | Code Insee | Gentilé       | Superficie (km2) | Population (dernière pop. légale) | Densité (hab./km2) |
| ---------------------- | ---------- | ------------- | ---------------- | --------------------------------- | ------------------ |
| Créteil (siège)        | 94028      | Cristoliens   | 11,46            | 92 859 (2022)                     | 8 103              |
| Alfortville            | 94002      | Alfortvillais | 3,67             | 45 569 (2022)                     | 12 417             |
| Boissy-Saint-Léger     | 94004      | Boisséens     | 8,94             | 17 335 (2022)                     | 1 939              |
| Bonneuil-sur-Marne     | 94011      | Bonneuillois  | 5,51             | 18 340 (2022)                     | 3 328              |
| Chennevières-sur-Marne | 94019      | Canavérois    | 5,27             | 18 295 (2022)                     | 3 472              |
| La Queue-en-Brie       | 94060      | Caudaciens    | 9,16             | 12 074 (2022)                     | 1 318              |
| Le Plessis-Trévise     | 94059      | Plesséens     | 4,32             | 21 096 (2022)                     | 4 883              |
| Limeil-Brévannes       | 94044      | Brévannais    | 6,93             | 27 806 (2022)                     | 4 012              |
| Mandres-les-Roses      | 94047      | Mandrions     | 3,3              | 4 876 (2022)                      | 1 478              |
| Marolles-en-Brie       | 94048      | Marollais     | 4,59             | 4 685 (2022)                      | 1 021              |
| Noiseau                | 94053      | Noiséens      | 4,49             | 4 619 (2022)                      | 1 029              |
| Ormesson-sur-Marne     | 94055      | Ormessonnais  | 3,41             | 10 589 (2022)                     | 3 105              |
| Périgny                | 94056      | Pérignons     | 2,79             | 2 744 (2022)                      | 984                |
| Santeny                | 94070      | Santenois     | 9,91             | 3 958 (2022)                      | 399                |
| Sucy-en-Brie           | 94071      | Sucyciens     | 10,43            | 27 593 (2022)                     | 2 646              |
| Villecresnes           | 94075      | Villecresnois | 5,62             | 11 650 (2022)                     | 2 073              |

## Organisation

### Siège
Le siège de l'EPT est à Créteil, place Salvador-Allende.

### Élus
L'établissement est administré par son conseil de territoire, composé de 74 membres désignés en leur sein par chacun des conseils municipaux (comprenant les 17 conseillers métropolitains), selon une représentation sensiblement proportionnelle au nombre d’habitants.
Malgré les 37 élus de droite et du centre, théoriquement supérieur aux 36 de la gauche, le conseil de territoire du 27 janvier 2016 a élu son premier président, Laurent Cathala, (PS) par 36 voix contre 34 pour Jean-Jacques Jégou (MoDem), président de l'ex-communauté d'agglomération du Haut Val-de-Marne. À la suite d'un accord politique proposé par le président élu, le conseil de territoire du 3 février 2016 a décidé de se doter d'un bureau composé du président et de 14 vice-présidents, 7 de gauche et 7 de droite, et 8 conseillers territoriaux délégués.
Ensemble, ils constituent le bureau de l'intercommunalité pour la mandature 2016-2020.
| Nombre de conseillers | Communes                                                       |
| --------------------- | -------------------------------------------------------------- |
| 22                    | Créteil                                                        |
| 11                    | Alfortville                                                    |
| 6                     | Limeil-Brévannes                                               |
| 5                     | Le Plessis-Trévise, Sucy-en-Brie                               |
| 4                     | Boissy-Saint-Léger, Bonneuil-sur-Marne, Chennevières-sur-Marne |
| 3                     | La Queue-en-Brie                                               |
| 2                     | Ormesson-sur-Marne, Villecresnes                               |
| 1                     | Mandres-les-Roses, Marolles-en-Brie, Noiseau, Périgny, Santeny |

### Conseil des maires
Le conseil de territoire a décidé de créer un conseil des maires regroupant les 16 maires du territoire et présidé par Jean-Claude Gendronneau, maire (SE) de Santeny, ancien président de l’association départementale des maires.

### Liste des présidents
| Période         | Période                       | Identité        | Étiquette | Qualité |
| --------------- | ----------------------------- | --------------- | --------- | --- |
| 27 janvier 2016 | En cours (au 27 janvier 2016) | Laurent Cathala | PS        | Cadre supérieur infirmier Maire de Créteil (1977 →) Député du Val-de-Marne (2e circ.) (1988 → 1991 et 1993 → 2017) Président de l'ex-CA Plaine centrale du Val-de-Marne (2001 → 2015) |

### Compétences
L'établissement public territorial exerce les compétences qui lui sont assignées par la loi, et qui relèvent essentiellement de la politique de la ville, de la construction et de la gestion d'équipements culturels, socioculturels, socio-éducatifs et sportifs d'intérêt territorial, de l'assainissement et de l'eau, de la gestion des déchets ménagers et assimilé et de l'action sociale d'intérêt territorial. Il a également la charge d'élaborer un plan local d'urbanisme intercommunal (PLUI).
Il exerce également les compétences qui avaient été délégués par les villes au bénéfice des trois EPCI supprimés lors de sa création :
- la communauté d'agglomération Plaine centrale du Val-de-Marne ;
- la communauté d'agglomération du Haut Val-de-Marne ;
- la communauté de communes du Plateau Briard.

L'EPT pourra, dans ses deux premières années d’existence, décider de restituer certaines de ces compétences aux communes afin d'unifier ses responsabilités pour l'ensemble des communes membres.
Il a adhéré en 2016 à l'association Orbival afin de contribuer à obtenir la création d'un métro desservant le Val-de-Marne et organiser des opérations d'aménagement du territoire concerné.

### Régime fiscal et budget
L'EPT est un EPCI sans fiscalité propre, c'est-à-dire que ses ressources proviennent essentiellement d'autres collectivités.
Les ressources de l'EPT varient selon la période :
- au cours de la première phase, qui s’étend du 1er janvier 2016 au 31 décembre 2020, les EPT perçoivent néanmoins la cotisation foncière des entreprises (CFE), l'une des composantes de la fiscalité économique des entreprises.
- à compter du 1er janvier 2021, l’ensemble de la contribution économique territoriale est perçu par la MGP, modifiant ainsi le financement des EPT, qui seront alors financés entièrement par contribution des communes membres.

## Projets et réalisations
L'établissement public territorial Grand Paris Sud Est Avenir a lancé mi-avril 2022 une nouvelle édition de son appel à projets « Initiatives d'économie sociale et solidaire ». Initié depuis la création de l'intercommunalité, en 2016, il s'adresse aux structures de l'économie sociale et solidaire (ESS), telles que les associations, les fondations, les coopératives, les mutuelles ou encore les entreprises sociales. Les thématiques concernées vont de l'insertion professionnelle à l'aide à la personne, en passant par l'environnement ou l'alimentation. « L'ESS est une filière d'avenir, qui répond à la fois à la création d'emplois locaux [et] à des besoins non couverts ou mal couverts par l'économie classique et par les puissances publiques », souligne Fabien Pointereau, directeur de la cohésion territoriale au sein de GPSEA. Parmi les critères de sélection figurent la création d'emploi et l'ancrage local, « l'utilité sociale et sociétale » et la viabilité économique de la structure. Depuis 2016, 33 projets ont ainsi été primés.